# Peračica

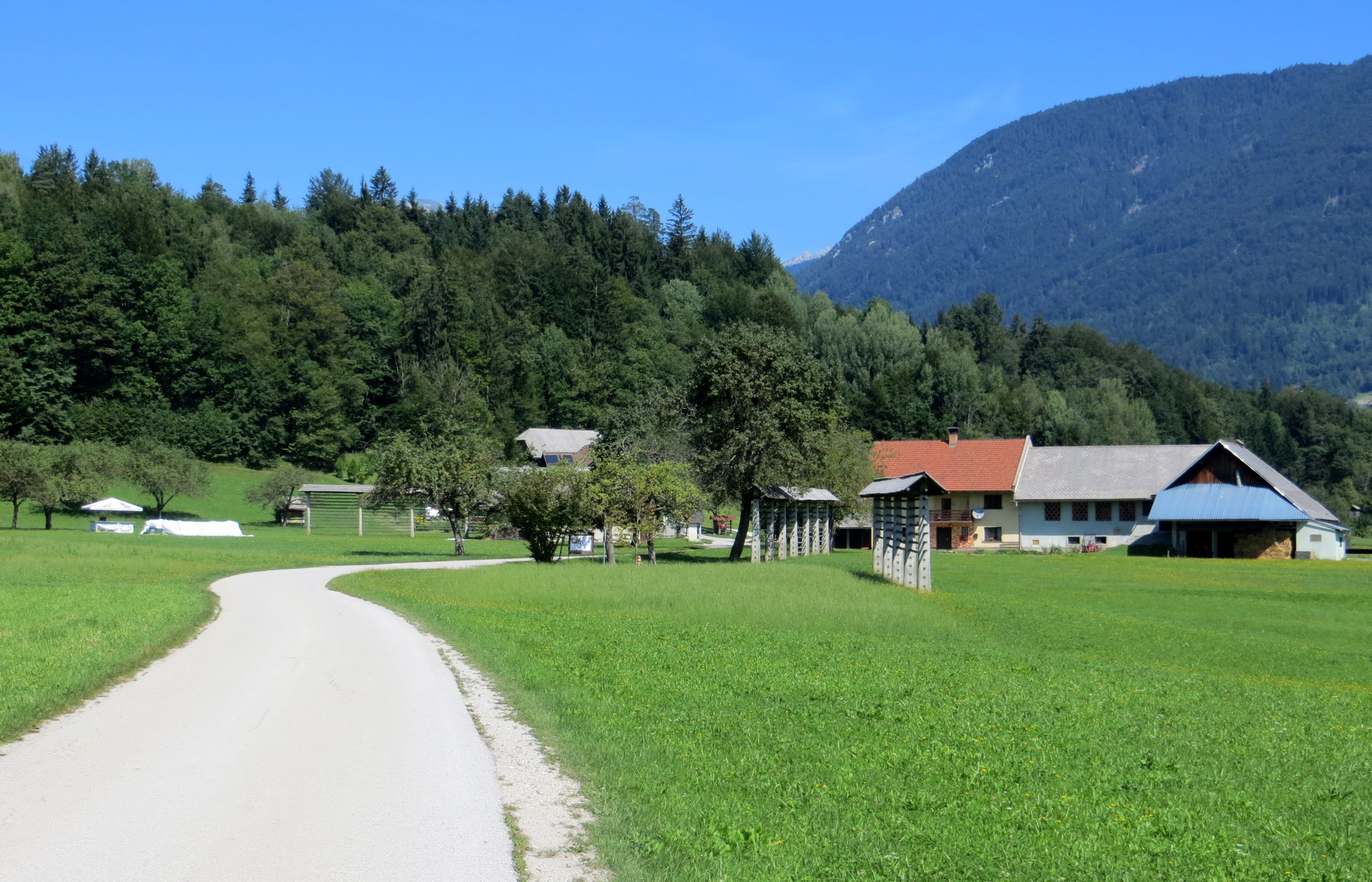

Peračica (uttal [pɛˈɾaːtʃitsa], i äldre källor även Pirašica,  tyska: Piraschitz) är en bosättning i kommunen Radovljica i regionen Övre Carniola i Slovenien.

## Namn
Peračica finns nämnd i historiska källor 1253 som Peraschiz (och som Pirisicz 1353 och Peroczicz 1358). Namnet är ursprungligen en hydronym som hänvisar till ån Peračica, som löper väster och söder om bosättningen. Namnet kommer från verbet prati 'att slå, slå'. Det syftar också på vatten som faller över en brant klippa (jfr. Peričnik ), och i standardslovenska har också utvecklats till betydelsen "att tvätta kläder" (via betydelsen "att slå tvätt").
Området längs Peračica, särskilt Črnivec och Brezje, är känt för sina avlagringar av karakteristisk grön oligocen vulkanisk tuff, kallad peračiški tuf 'Peračica tuff'. Främst för att det var lätt att skära, användes det i stor utsträckning i stenhuggeri, särskilt för dörrkåpor och fönsterhöljen på traditionella hus i området.